# Pentamera zacae
Pentamera zacae is een zeekomkommer uit de familie Phyllophoridae.
De wetenschappelijke naam van de soort werd in 1938 gepubliceerd door Elisabeth Deichmann.